# Iwo Jima
Iwo Jima este o insulă japoneză, situată la circa 1.200 de kilometri de capitala Tokyo.
Insula a fost locul uneia dintre cele mai violente confruntări din timpul celui de-al Doilea Război Mondial, dintre armata americană și forțele japoneze, rămasă în istorie sub denumirea de Bătălia de la Iwo Jima (19 februarie – 26 martie 1945). Dintre cei 21.000 de soldați japonezi aflați pe insulă în momentul atacului, 20.700 au fost uciși, și doar puțini peste 200 au fost luați prizonieri.